# Friedrich Lotheissen
Friedrich Lotheißen, auch Friedrich Lotheissen, (* 27. August 1796 in Eichelsachsen; † 11. September 1859 in Darmstadt) war ein deutscher Richter und Abgeordneter.

## Leben
Friedrich Lotheißen war der Sohn des Großherzoglich Hessischen Forstrates Martin Lotheißen (1755–1837) und dessen Ehefrau Dorothea Charlotte geborene Reuling (1768–1838). Friedrich Lotheißen, der evangelischer Konfession war, heiratete am 12. August 1830 in Darmstadt Louise Ernestine Friederike Sophie geborene Kroencke (* 26. Februar 1809 in Darmstadt; † 12. Juli 1872 ebenda), die Tochter des Oberbaudirektors Claus Kroencke und dessen Frau Friederike geborene Reuling. Aus der Ehe gingen folgende Kinder hervor:
- Martin Klaus Hermann Georg Karl Lotheißen (1831–1888), Ministerialrat
- Georg Wilhelm Philipp Karl Ferdinand Lotheißen (1833–1887), Professor der neuen Sprachen in Wien
- Johann Karl Ludwig Eduard Lotheißen (1834–1893), Ober- u. Korps-Auditeur des XIV. Armeekorps in Karlsruhe, verheiratet 1865 mit Marie Eigenbrodt
- Wilhelmine Henriette Charlotte Bertha Emilie Lotheißen (* 1848)

Friedrich Lotheißen studierte ab 1813 Rechtswissenschaften an der Universität Gießen, wo er 1815 zu den Stiftern des Corps Hassia gehörte. 1817 wurde er Hofgerichtssekretariatsakzessist am Hofgericht Darmstadt, wo er 1819 Hofgerichtsadvokat wurde. 1832 wechselte er als Syndikus zum evangelischen Kirchenfonds in Darmstadt. 1835 wurde er Oberschulrat in Darmstadt. 1836 wurde er als Hofgerichtsrat an das Hofgericht Darmstadt berufen. 1839 wurde er Rat am Oberappellations- und Kassationsgericht Darmstadt. 1855 kehrte er als Hofgerichtsdirektor an das Hofgericht Darmstadt zurück, wo er 1858 Hofgerichtspräsident wurde.
Von 1835 bis 1849 und erneut von 1856 bis 1859 gehörte er der Zweiten Kammer der Landstände an. Er wurde im 7. bis 8. Landtag für den Wahlbezirk Stadt Darmstadt, im 9. bis 10. Landtag für Starkenburg 7/Heppenheim, im 11. Landtag für Starkenburg 4/Seligenstadt-Babenhausen und im 15. bis 16. Landtag für Oberhessen 5/Homberg gewählt. 1856–1859 war er Präsident der Kammer. 1848 war er Mitglied des Vorparlaments.